# Mobilians
Mobilians est une organisation patronale française, créée en 1902 sous le nom de Chambre syndicale du commerce de l'automobile.

## Historique
La Chambre syndicale du commerce de l'automobile est constituée en 1902 sous la présidence d'Hippolyte Petit. Elle entérine la scission avec les constructeurs, les deux acteurs de la filière étant jusqu'alors regroupés au sein de la Chambre syndicale de l'Automobile et des Industries qui s'y rattachent[réf. souhaitée].
Elle est lors l'une des trois chambres syndicales de l'automobile avec la Chambre Syndicale de l'Automobile et des Industries et la Chambre syndicale des constructeurs automobiles (ultérieurement, en 1931, la Chambre syndicale de l'automobile et des industries, présidée par André Citroën, et la Chambre syndicale des constructeurs automobiles, présidée par Charles Petiet, fusionnent)[réf. souhaitée].
L'organisation change plusieurs fois de nom avant de devenir le Conseil national des professions de l'automobile (CNPA) en 1990. Le 26 janvier 2022, le CNPA est renommé sous le nom de Mobilians.

## Missions
L'objectif du CNPA est de « défendre les intérêts des entreprises de la distribution et des services de l’automobile en France ». Le CNPA représente ainsi plus de 21 métiers[source insuffisante]. Il forme chaque année environ 53 000 jeunes aux métiers de l'automobile au sein de ses 42 centres de formation,.